# Ennio Vitanza
Ennio Vitanza (Postumia, 27 luglio 1934) è un telecronista sportivo e conduttore televisivo italiano.

## Biografia
Ebbe una breve esperienza come calciatore nelle giovanili del Torino, interrotta a causa di un infortunio. Successivamente si dedicò al pianoforte jazz.
Nel 1969 superò un concorso per radio-telecronisti e fu assunto dalla Rai come inviato di calcio. Seguì per molti anni le gare delle lombarde Atalanta, Inter e Milan in Serie A per Domenica Sprint (di cui fu conduttore dal 1982 al 1987 e nell'annata 1989-1990), La Domenica Sportiva e 90º minuto.
Come telecronista seguì i mondiali di calcio disputati dal 1974 al 1990 e gli europei di calcio dal 1980 al 1988, oltre a commentare parecchie partite delle coppe europee e alcuni incontri dei campionati di Serie A e Serie B. Ha condotto, oltre a Domenica Sprint, anche TG2 - Sportsera ed è stato curatore della Domenica Sportiva dal 1994 al 1997.

### Vita privata
È marito dell'ex annunciatrice Rai e della TSI, Graziella Antonioli.